# Steuerbilanz
Eine Steuerbilanz ist eine Aufstellung über das Betriebsvermögen unter Beachtung steuerlicher Grundsätze (speziell des Einkommensteuergesetzes (EStG)). 
Mit ihr wird unter anderem der steuerliche Gewinn des bilanzierenden Unternehmens ermittelt (nach § 4 EStG, siehe auch Einkunftsarten). Das EStG selbst kennt den Begriff der Steuerbilanz nicht; dieser wird allerdings in § 60 Abs. 2 Satz 2 EStDV legaldefiniert: „Die Steuerbilanz ist eine den steuerlichen Vorschriften entsprechende Bilanz.“ Dient eine Bilanz gleichzeitig als Handelsbilanz, weil sie sowohl steuerrechtlichen als auch handelsrechtlichen Bilanzierungsvorschriften genügt, spricht man von einer Einheitsbilanz.
Die Steuerbilanz ist grundsätzlich in elektronischer Form als XBRL-Datensatz nach einer vom Bundesministerium der Finanzen aufgestellten Taxonomie an den Fiskus zu übermitteln (E-Bilanz). Aus der vom Bundesministerium veröffentlichten Taxonomie ergeben sich detaillierte Vorgaben zum Ausweis einzelner Bilanzpositionen. Der Detaillierungsgrad geht über das handelsrechtliche Gliederungsschema des § 266 HGB deutlich hinaus. Zur Überleitung einer reinen Handelsbilanz auf eine Steuerbilanz stehen im Rahmen des XBRL-Formates besondere Positionen zur Verfügung.
Bei der Steuerbilanz sind zum Beispiel in Deutschland die besonderen Vorschriften zur Absetzung für Abnutzung (AfA) zu beachten, die von den Bestimmungen in anderen Staaten abweichen. Auch unter anderen Aspekten können sich hier Unterschiede ergeben – etwa aus Sicht des Controlling eines Unternehmens.